# Дуейн Аккерсон
Дуейн Аккерсон (англ. Duane Ackerson; 17 жовтня, 1942 — 19 квітня 2020) — американський письменник в жанрі фантастичної поезії та фантастики.

## Біографія
Аккерсон закінчив Університет Орегону, потім очолював програму письменників в Університеті Айдахо. В даний час живе в Сейлемі.
Дуейн Аккерсон працював над антологією яка включає в себе The Year's Best SF 1974, 100 Great Science Fiction Short Short Stories, Future Pastimes, та підручником Writing Poetry. Переможець премії «Райслінг» за кращу коротку поему, в 1978 та 1979 роках.
Поеми Аккерсона перекладалися російською мовою Дмитром Кузьміним.

## Твори
- Птах в кінці Всесвіту (The Bird at the End of the Universe)
- Баклажани та інші абсурди (The Eggplant & Other Absurdities)
- Вивітрювання (Weathering)
- UA Flight to Chicago. Lincoln, Nebraska: The Best Cellar Press, 1971.